# Procelsterna
Genre
Procelsterna est un genre constitué de deux espèces d'oiseaux de la famille des Laridae. Cibois et al. (2016) suggèrent de le traiter comme synonyme du genre Anous.

## Liste des espèces
D'après la classification de référence (version 2.2, 2009) du Congrès ornithologique international (ordre phylogénique) :
- Procelsterna cerulea – Noddi bleu
- Procelsterna albivitta – Noddi gris